# Bolnofora

Armênia em 150. Gogarena situa-se ao norte

Bolnofora (em armênio: Բողնոփոր; romaniz.: Bołnop’or), segundo a Geografia de Ananias de Siracena (século VII), foi um gavar (cantão) da província de Gogarena, na Armênia. Desde 363/7, segundo o geógrafo do século VII Ananias, era um dos distrito da Reino da Ibéria, situado na região da Baixa Ibéria, no Ducado de Sanxevilde. Tinha área de 555 quilômetros quadrados.
Estava situado no vale do Gajenaguete (atual Maxavera), um afluente do rio Bolnis. O centro do distrito era a cidade de Bolnissi, agora a aldeia de Bolnis-Cacheno, na qual está localizada uma das primeiras igrejas georgianas, a Catedral de Bolnissi Sioni do século V, contendo a mais antiga inscrição georgiana conhecida.